# Julia Breck
Pour les articles homonymes, voir Breck.
Julia Breck, née le 22 août 1941 à Newport dans l'île de Wight et morte le 28 janvier 2020 à Périgueux, est une actrice britannique.

## Biographie
Actrice britannique et 'glamour', elle est célèbre pour ses apparitions dans les feuilletons télévisés britanniques  de Spike Milligan (1975-1980). Julia apparaît également dans le Monty Python's Flying Circus, On the Buses, The Two Ronnies et Some Mothers Do 'Ave 'Em, aussi bien que dans la comédie britannique The Love Box. Julia est une actrice reconnue de théâtre, mais après une série effectuée avec Milligan, There's a Lot of It About en 1982, elle a décidé de se retirer du milieu artistique pour se concentrer sur l'éducation de ses trois enfants tout en poursuivant l'art comme passe-temps.